# Ceper (plaats)
Ceper is een bestuurslaag in het regentschap Klaten van de provincie Midden-Java, Indonesië. Ceper telt 3759 inwoners (volkstelling 2010).